# Jürgen Oelke
Jürgen Oelke   (Berlín, 25 de novembre de 1940) és un remer alemany, ja retirat que va competir com a timoner durant la dècada de 1960.
El 1964 va prendre part en els Jocs Olímpics d'Estiu als Jocs de Tòquio, on guanyà la medalla d'or en la prova del quatre amb timoner del programa de rem. Formà equip amb Peter Neusel, Bernhard Britting, Joachim Werner i Egbert Hirschfelder.
En el seu palmarès també destaca una medalla d'or al Campionat del Món de rem de 1962, una d'or i dues de plata al Campionat d'Europa de rem, entre el 1961 i el 1964, i quatre campionats nacionals.